# Charles F. Parham
Charles Fox Parham (Muscatine, Iowa, 1873. június 4. – Baxter Springs, Kansas, 1929. január 29.) amerikai prédikátor, aki döntő szerepet játszott a pünkösdi mozgalom kialakulásában. Ő volt az, aki a glosszoláliát a Szentlélek-keresztséggel hozta összefüggésbe, amely teológiai kapcsolat kulcsfontosságú a pünkösdizmusban.
Olyan missziót hozott létre Apostoli Hit néven, amely független gyülekezetekből állt (kezdetben "misszióknak" nevezték), és amelyek az Egyesült Államok déli és nyugati részén fejlődtek. Egész élete során ellentmondásos személyiség volt. Ahogy egy újság megjegyezte 1916-ban: "Ő az egyik legjobban szeretett és egyben az egyik leggyűlöltebb ember az Egyesült Államokban".

## Élete
1873-ban Iowa államban , William és Ann Parham öt fia közül a harmadikként. 1878-ban az egész család Kansasba költözött, ahol apja farmot vásárolt. Édesanyja 1885-ben meghalt, majd egy évvel később apja újranősült és egy metodista lelkész lányát vette el. Új felesége vallásos, jámbor keresztény volt, és a Parham-ház hamarosan vallási összejövetelek helyszínévé vált.
1893-ban ideiglenesen segédlelkésznek nevezték ki a Kansas állambeli Lawrence melletti metodista gyülekezetben (soha nem szentelték fel).
1895-ben elhagyta a metodista egyházat. A felekezeteket elutasítva létrehozta saját vándorevangelizációs szolgálatát, amely a Szentség-mozgalom eszméit hirdette.
1896. végén Charles Parham feleségül vette Sarah Thistleveit (1877-1937), aki kvéker lány volt; a házasságkötési szertartást is kvéker szertartás szerint tartották. A következő évben a párnak megszületett első gyermeke, Claude, aki később súlyosan megbetegedett. Maga Parham szerint a baba azután gyógyult meg, miután imádkozott érte. Ezt követően a gyógyulásért folytatott imák (hitgyógyítás) a szolgálatának szerves részévé váltak.
1898-ban a Parham család Kansas fővárosába, Topekába költözött. Itt vallási tevékenységet indított: megalapította a Bétel-Gyógyító Otthont, a prostituáltak és hajléktalanok megmentésének misszióját, majd elkezdte kiadni az Apostoli Hit folyóiratot. 1900 októberében megnyitotta a Béthel Bibliaiskolát (Bible College) is.
Parham az Apostolok Cselekedetek könyvét és Pál apostol leveleit olvasva összehasonlította saját szolgálatának gyengeségét a Bibliában tükröződő erővel. Kétségtelenül, - mondta magában, - az 1. század keresztényeinek volt valami „titka” az erőről, amelyet a kora elveszített.
1900 decemberében, miközben az Apostolok Cselekedeteinek könyvét tanulmányozták, a bibliaiiskolai hallgatók arra a következtetésre jutottak, hogy a Szentlélek-keresztség kezdeti bizonyítéka a nyelveken szólás. A diákok több napon át imádkoztak és istentiszteletet tartottak, és szilveszteri esti istentiszteletet tartottak a Béthelben (1900. december 31.). Másnap este (1901. január 1-jén) is istentiszteletet tartottak, és egy Ozman Ágnes nevű fiatal nő elkezdett beszélni olyan nyelven, amelyet korábban nem ismert.
Parham meggyőződése és szigorú hozzáállása megnehezítette az iskola számára szükséges anyagi támogatás megszerzését; a helyi sajtó kigúnyolta Parham iskoláját, „Bábel tornyának” nevezve azt, és sok korábbi tanítványa szerint tévedett. A kezdeti lelkesedés ellenére a bibliaiskola hallgatóit kemény kritika érte az újságok és a helyi lakosok részéről. Márciusban meghalt Parham egyéves fia is, a Bibliaiskolának otthont adó épület tulajdonosai pedig bejelentették az épület eladási szándékát. Mindez oda vezetett, hogy Parham 1901 őszén elhagyta a várost.
Ezután Parham az általa létrehozott "Az apostoli hit küldetése" keretein belül folytatta vallási tevékenységét. 1903-ban Galinában (Kansas) néhány hónapig sátoros istentiszteletet tartott. Elmondása szerint az istentiszteleteket számos megtérés, gyógyítás és Szentlélekkel való keresztség kísérte. Itt Galinában ezer embert gyógyított meg és több mint 800-at térített meg. Parham mozgalma hamarosan átterjedt Kansas más részeibe, Texasba és Oklahomába.
A galinai siker arra ösztönözte Paremet, hogy bővítse szolgálatát, és 1905-ben a texasi Houstonba költözött , ahol egy másik Bibliaintézetet alapított. Az intézet diákjaival együtt járta a kerületet, a Szentlélek-keresztség tanát hirdetve.
1906 közepén, népszerűsége csúcsán Parhamnak 8-10 ezer követője volt Amerika-szerte. 1906 után Parham befolyása csökkenni kezdett. Jellemhibái, tekintélyelvű vezetési stílusa és számos tanítása arra kényszerítette sok társát, hogy hátat fordítsanak neki. 1906 végén Los Angelesbe utazott, és határozottan elítélte az ott zajló Azusa utcai újjáéledést.
1907 júliusában letartóztatták San Antonioban homoszexualitás vádjával, ami akkoriban bűncselekménynek számított. Néhány nappal később azonban bizonyítékok hiányában a vádat ejtették, Parhamot pedig szabadon engedték. Parham többször is tagadta, hogy a homoszexualitást gyakorolja. Ezt az incidenst azonban sok újság felkapta és benőtték a pletykák.
1909-ben a kansasi Baxter Springsben telepedett le, ahol egy kis bibliaiskolában tanított, és a közeli közösségekbe utazott. A szolgálata révén több pünkösdi gyülekezet alakult Kansasben; amelyek később egy kis egyesületbe olvadtak be.
Már fiúként súlyos reumás lázban szenvedett, amely károsította a szívét, és hozzájárult rossz egészségi állapotához.
1927-re a szívproblémái egyre nőttek. 1928 őszén, miután visszatért a palesztinai utazásáról (ami élete vágya volt), az egészségi állapota tovább romlott, majd 1929. elején elhunyt.
A Baxter Springs-i városi temetőben temették el; a temetésen 2,5 ezren vettek részt. Az esetleges vandalizmustól tartva rokonai egy olyan kis kőtáblát helyeztek el a sírra, amelyen még a neve sem szerepelt. 1937-ben feleségét is a sírjába temették.

## Publikációk
Charles Parham volt az 1899 és 1929 között időszakosan megjelenő The Apostoli Hit alapítója és szerkesztője (Topeka, Kansas, 1899-1900; Melrose, Kansas és Houston, Texas, 1905-06; Baxter Springs, Kansas 1910-1917, 1925- 29)
Élete során két könyvet adott ki:
- A voice crying in the Wilderness. — 1902.
- The Everlasting Gospel. — 1911.

Halála után a felesége további két művet jelentetett meg:
- Parham, Sarah E. The Life of Charles F. Parham: Founder of the Apostolic Faith Movement. — Joplin, MO: The Tri-State Printing Co, 1930. — 452 p.
- Charles F. Parham. Selected Sermons of the late Charles F. Parham / Sarah E. Parham. — Baxter Springs, KS: Robert L. Parham, 1944. — 135 p.